# Francesco Storace
Francesco Storace (ur. 25 stycznia 1959 w Cassino) – włoski polityk, dziennikarz, parlamentarzysta, minister zdrowia i prezydent regionu Lacjum.

## Życiorys
Zawodowo pracował jako dziennikarz. Był publicystą prawicowej gazety „Secolo d’Italia”, związanej z Włoskim Ruchem Socjalnym. Wstąpił również do MSI, w po jego rozwiązaniu w połowie lat 90. został działaczem Sojuszu Narodowego. Był rzecznikiem prasowym lidera AN, Gianfranca Finiego.
Od 1994 do 2000 pełnił funkcję posła do Izby Deputowanych XII i XIII kadencji. Z mandatu zrezygnował w związku z wyborem na urząd prezydenta regionu Lacjum, który sprawował przez pięć lat. W 2005 bez powodzenia ubiegał się o reelekcję, przegrywając z kandydatem centrolewicy. 23 kwietnia tego samego roku powołano go na stanowisko ministra zdrowia w trzecim rządzie Silvia Berlusconiego.
W 2006 pojawiły się podejrzenia, iż brał czynny udział w pozyskiwaniu informacji o członkach nowo powstałej partii Akcja Socjalna, założonej przez Alessandrę Mussolini, byłą działaczkę AN i jego konkurentkę w wyborach regionalnych w 2005. Afera ta, określona mianem „Laziogate”, doprowadziła do odejścia Francesca Storace 10 marca 2006 z rządu. W tym samym roku z list koalicji Dom Wolności wystartował w wyborach parlamentarnych, uzyskując mandat senatora XV kadencji.
W 2007 opuścił Sojusz Narodowy, krytykując politykę lidera tego ugrupowania. Wraz z grupą działaczy AN założył nową partię pod nazwą Prawica. W 2008 bez powodzenia kandydował do parlamentu, rok później wprowadził swoje stronnictwo do Bieguna Autonomii. W 2010 został radnym Lacjum z ramienia bloku centroprawicy, w 2013 bez powodzenia ubiegał się o prezydenturę w regionie. W 2017 został przewodniczącym nowej partii pod nazwą Movimento Nazionale per la Sovranità, ustąpił z tej funkcji w 2018.
Powrócił do dziennikarstwa, od 2020 był zastępcą redaktora naczelnego „Il Tempo”, w 2022 przeszedł do redakcji „Libero”.